# MK3手榴弾

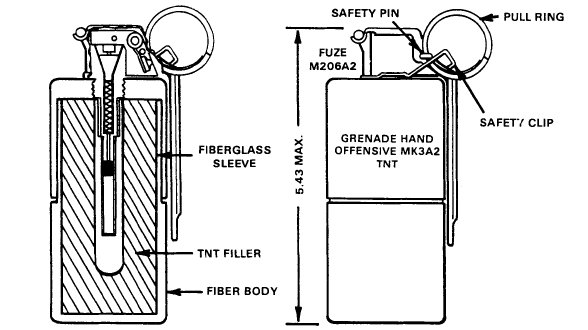
MK3A2攻撃手榴弾

MK3手榴弾は、アメリカ合衆国で開発された攻撃手榴弾。アメリカ軍や陸上自衛隊で採用されている。

## 概要

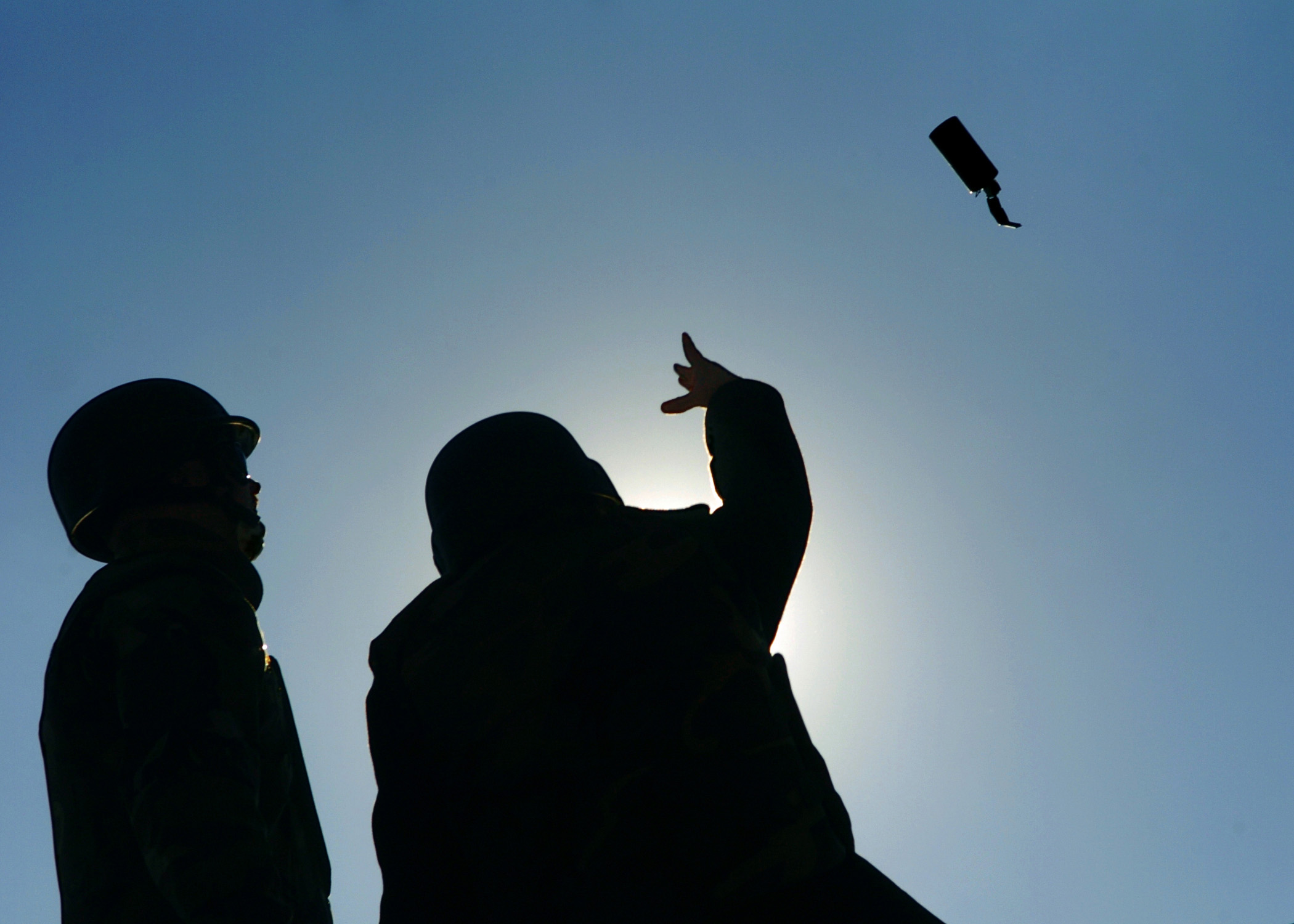
アメリカ海軍の訓練で投擲されるMK3A2攻撃手榴弾

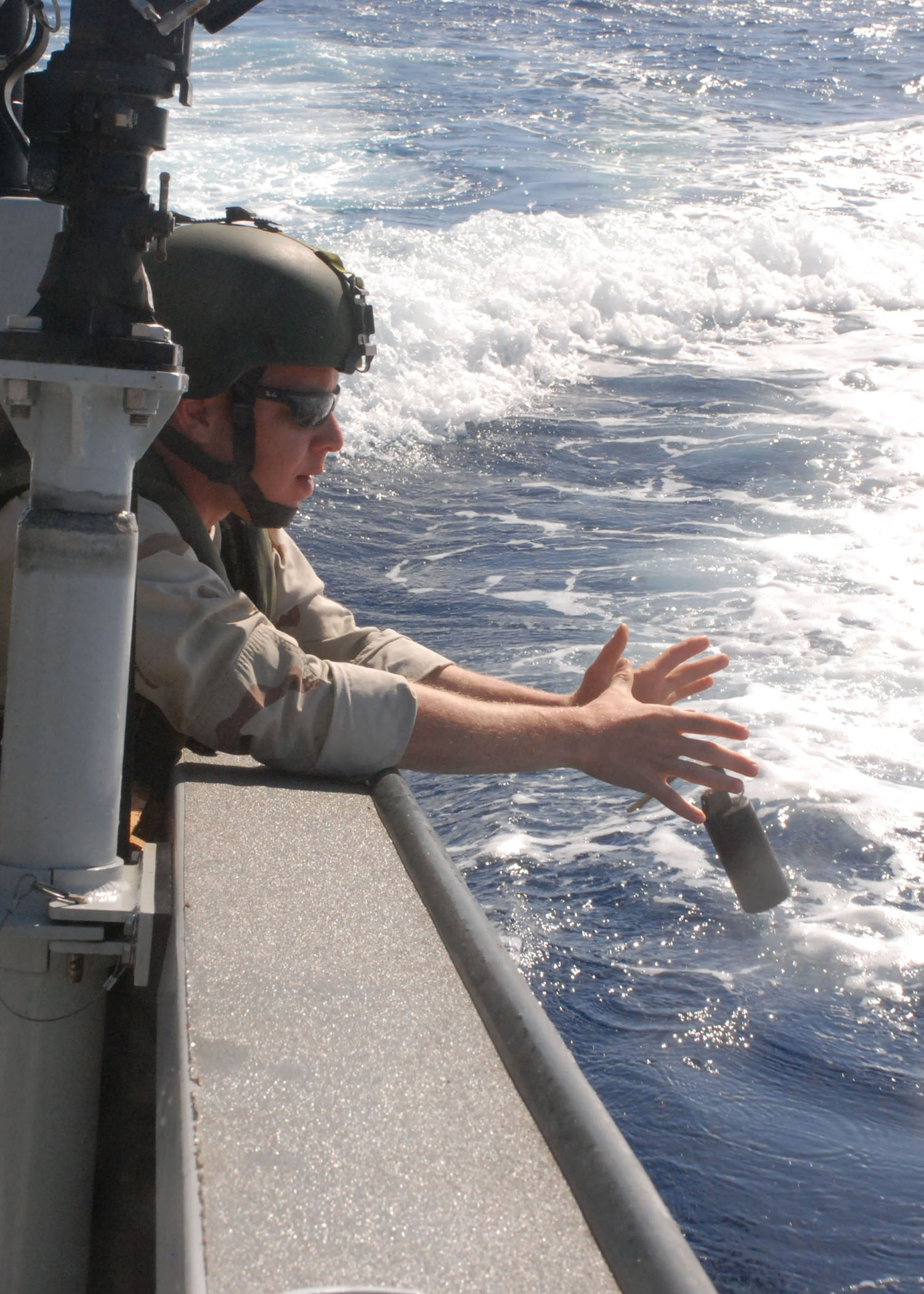
対フロッグマン訓練でMK3手榴弾を使用するアメリカ沿岸警備隊の下士官

MK3は、M67のような破片手榴弾（防御手榴弾）ではなく、攻撃手榴弾として設計されている。すなわち、TNT爆薬の爆発により発生した衝撃波によって敵兵の無力化（殺傷）もしくは制圧を狙った設計になっている。金属片を広範囲にばら撒く破片手榴弾よりも危害半径が小さく、接近戦でも友軍を巻き込む危険性が低い。水中で炸裂させても水圧によって兵士を殺傷することができ、いわば超小型の爆雷として機能するため、水中工作員（フロッグマン）などを殺傷ないし退散させるためにも使用されている。
また、建物の破壊などの発破作業にも使用される。
基本型のMK3とその改良型のMK3A1、MK3A2の3種類が存在している。外殻はいずれも金属製ではなく、MK3ではボール紙、MK3A1では防水積層紙、MK3A2では防水ファイバーで作られている。

## 諸元
- 重量：440グラム
- 長さ：145mm
- 直径：53mm
- 炸薬：TNT爆薬
- 炸薬量：227グラム
- 信管：M206
- 危害半径：2m

## 登場作品

### 映画・ドラマ
『SEAL Team/シール・チーム』

### 漫画・アニメ
『真剣で私に恋しなさい!!』
『亜人 (漫画)』

### 小説
『ゲート 自衛隊 彼の地にて、斯く戦えり』

### ゲーム
『Alliance of Valiant Arms』
『カウンターストライク』
『ハーフライフ2』